# Селищев, Александр Никифорович
Алекса́ндр Ники́форович Сели́щев (22 августа 1922, Ливны, Орловская область — 9 декабря 2015, Киев) — российский художник (живопись, графика), организатор первой Студии изобразительного искусства (1954 год) и основатель Детской художественной школы (1970 год) города Ливны, носящей с 2020 года его имя.

## Начало биографии
Александр Никифорович Селищев родился 22 августа 1922 года в городе Ливны, Орловской области. После окончания ливенской средней школы № 2 поступил в Орловское художественное училище, которое в то время размещалось в городе Ельце.
Однако сразу доучиться не удалось. В первые дни Великой Отечественной войны Александр Никифорович призван на службу в Красную армию и практически сразу направлен на фронт. За участие в боях под Москвой, А. Селищева награждают медалью «За отвагу».
23 декабря 1941 года он тяжело ранен и отправлен на лечение в Уфу. После долгого выздоравливания получает инвалидность I группы и возвращается в Ливны.
В 1943 году поступает в Московское художественное училище памяти 1905 года. В 1944 году его вновь призывают в Армию и направляют для прохождения службы в военно-почтовый сортировочный пункт города Москвы.
После демобилизации А. Н. Селищев возвращается в Ливны. С 1946 по 1949 год завершает обучение в Орловском художественном училище. Затем преподает в ливенской средней школе № 2.

## Создание Студии изобразительного искусства
По окончании Великой Отечественной войны восстановление мирной жизни не сводилось только хозяйственному строительству. Серьёзное внимание уделялось и составляющим культуры. В Ливнах их пропагандистом был художник и краевед С. П. Волков. Его усилиями в 1949 году проведена первая городская выставка живописи, включавшая всего 58 работ. В их числе были и работы А. Н. Селищева:33. Через некоторое время такая выставка проведена вновь. Затем ещё. Выставки стали праздниками не только для участников, но и для всего небольшого городка.
По прошествии нескольких лет руководству города стала очевидна тяга жителей к изобразительному искусству. В 1954 году А. Н. Селищеву, энергичному и молодому тогда художнику, была поручена организация Изостудии. Город для её работы выделил помещение в ДК Строителей, но сами занятия шли на общественных началах:34.

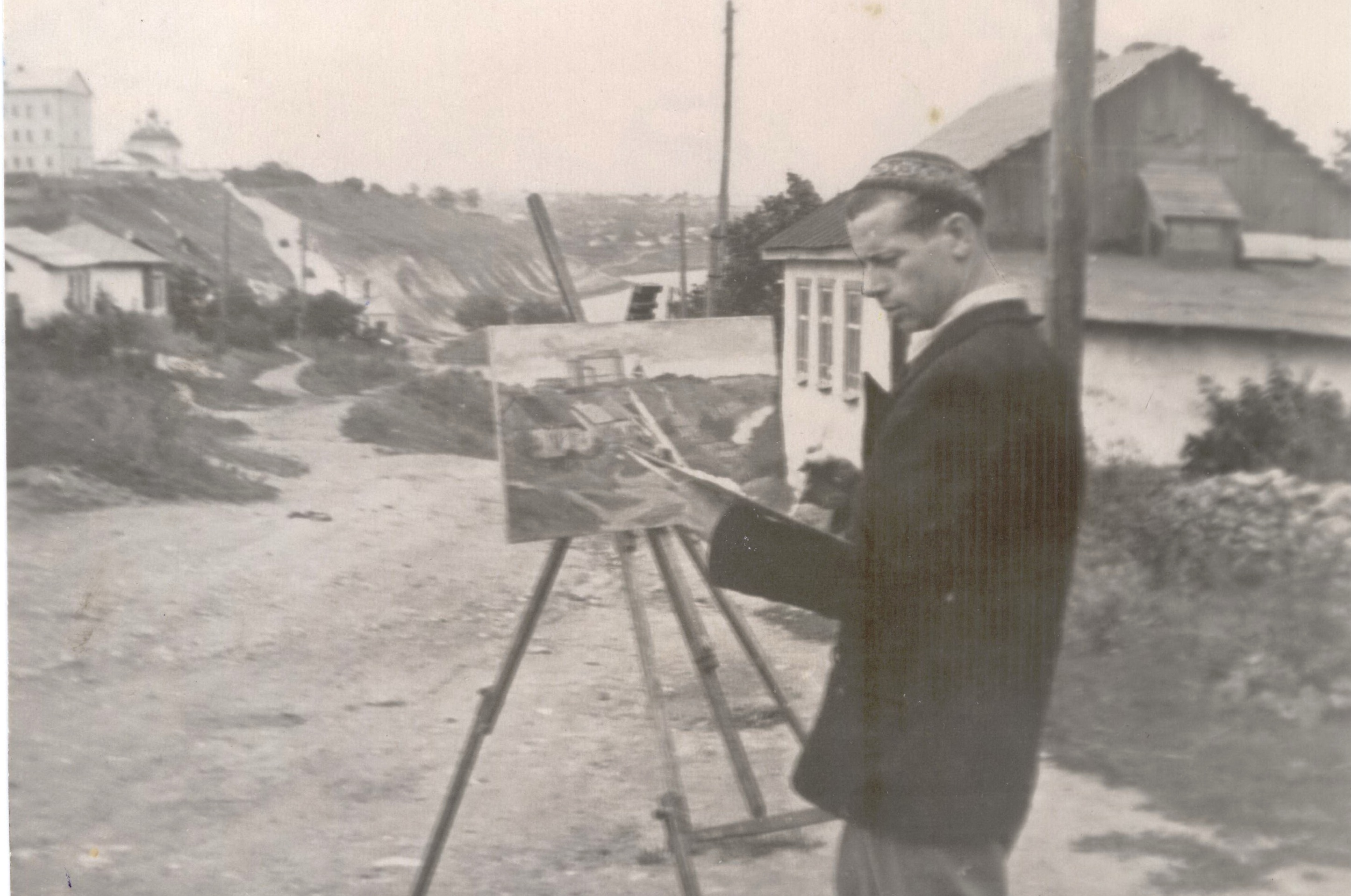
А. Н. Селищев за этюдом в Ливнах

Появились выставки студийцев, которые поначалу проходили совместно с выставками инкрустации, мозаики, работ вышивальщиц. Деятельность Студии была замечена. Материалы о ней попали как в местную:68, так и в областную печать. Киностудией Ростова-на-Дону был отснят документальный фильм:35.
Затем у студии появились и выпускники. Многие из них продолжили обучение в различных художественных заведениях Москвы, Курска, Пензы, Орла, Одессы, Харькова.
Многие со временем достигли заметных успехов. Например, Вячеслав Кубарев за серию картин о молодёжи стал лауреатом премии Ленинского комсомола, был удостоен звания Заслуженный художник Российской Федерации. Членами Союза художников стали и другие выпускники, в том числе Валентина Матюхина, Александр Мишин, Виталий Свеженцев.

## «Художка» — Детская Художественная Школа

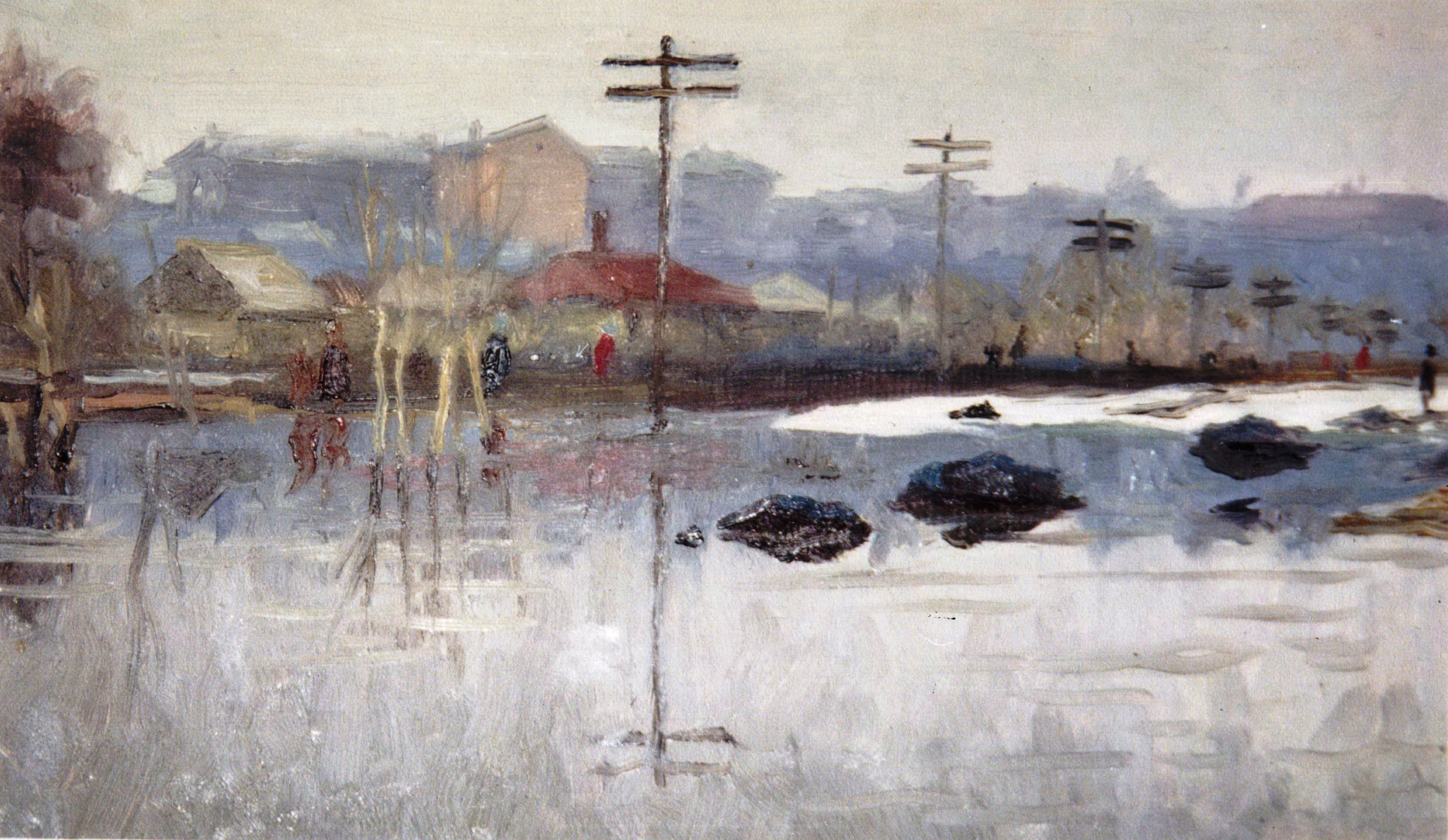
Весна в Беломестном.
А. Н. Селищев

16 лет существования Студии изобразительного искусства закончились вполне успешно. 3 августа 1970 года, благодаря целеустремлённости А. Н. Селищева и поддержке Орловского отделения Союза художников РСФСР, власти города принимают решение о создании на базе Изостудии — Ливенской Детской Художественной школы:74.
Первоначальная материальная база нового учебного заведения состояла лишь из перекочевавшего от Изостудии простенького натюрмортного фонда и гипсовых слепков. Впрочем, и заработная плата назначенная Александру Селищеву, первому директору Художественной школы, была также мизерна — 15 рублей. Для сравнения укажем, что стипендия студента ВУЗа в те годы составляла 30 рублей, проезд в автобусе или метро — 5 копеек, буханка хлеба — 18 копеек, бутылка водки около трёх рублей, а только что запущенный в производство новейший советский автомобиль «Жигули» (ВАЗ-2101) стоил 5 тысяч 500 рублей.

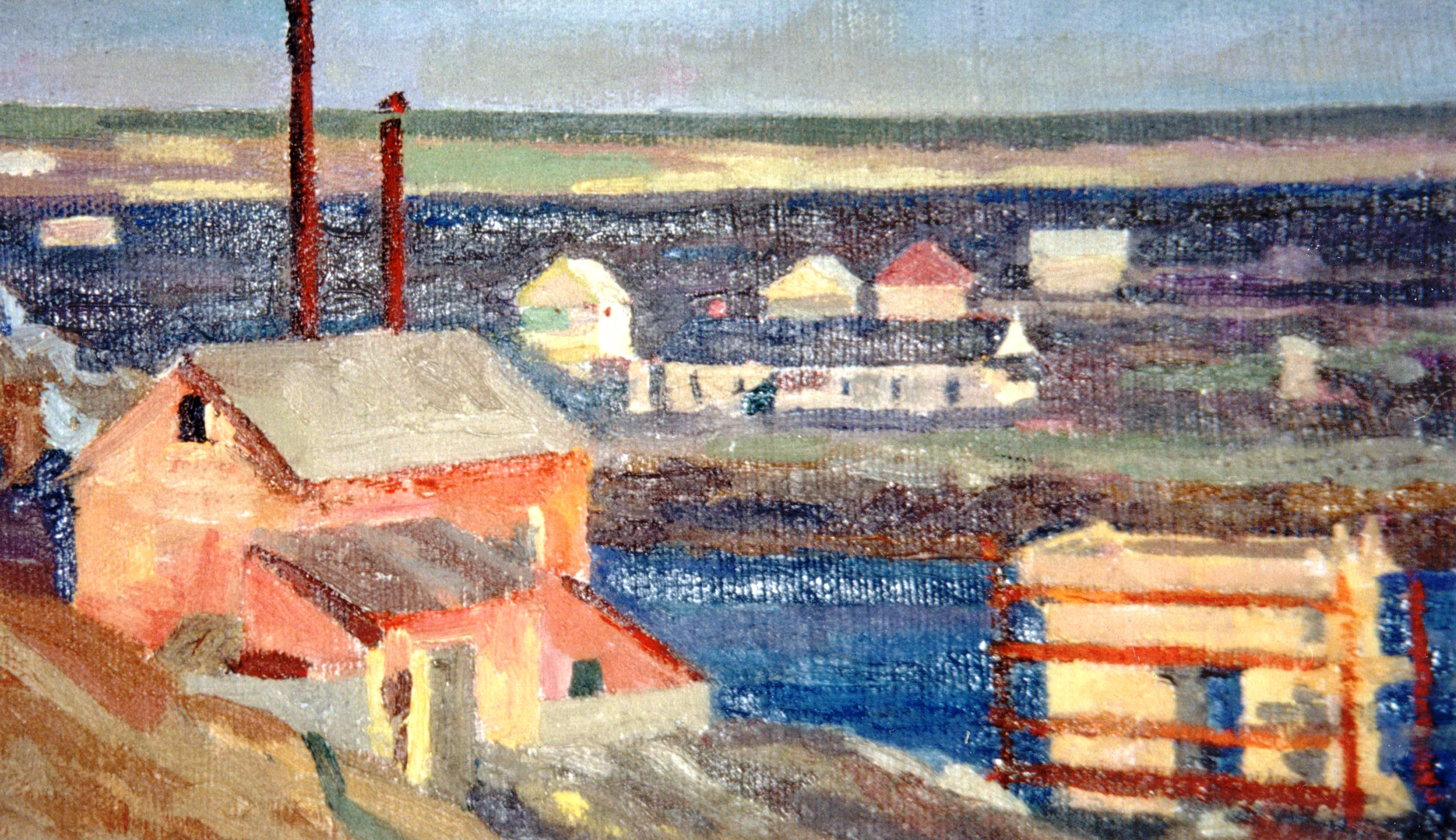
Вид на Заливенку. А. Н. Селищев

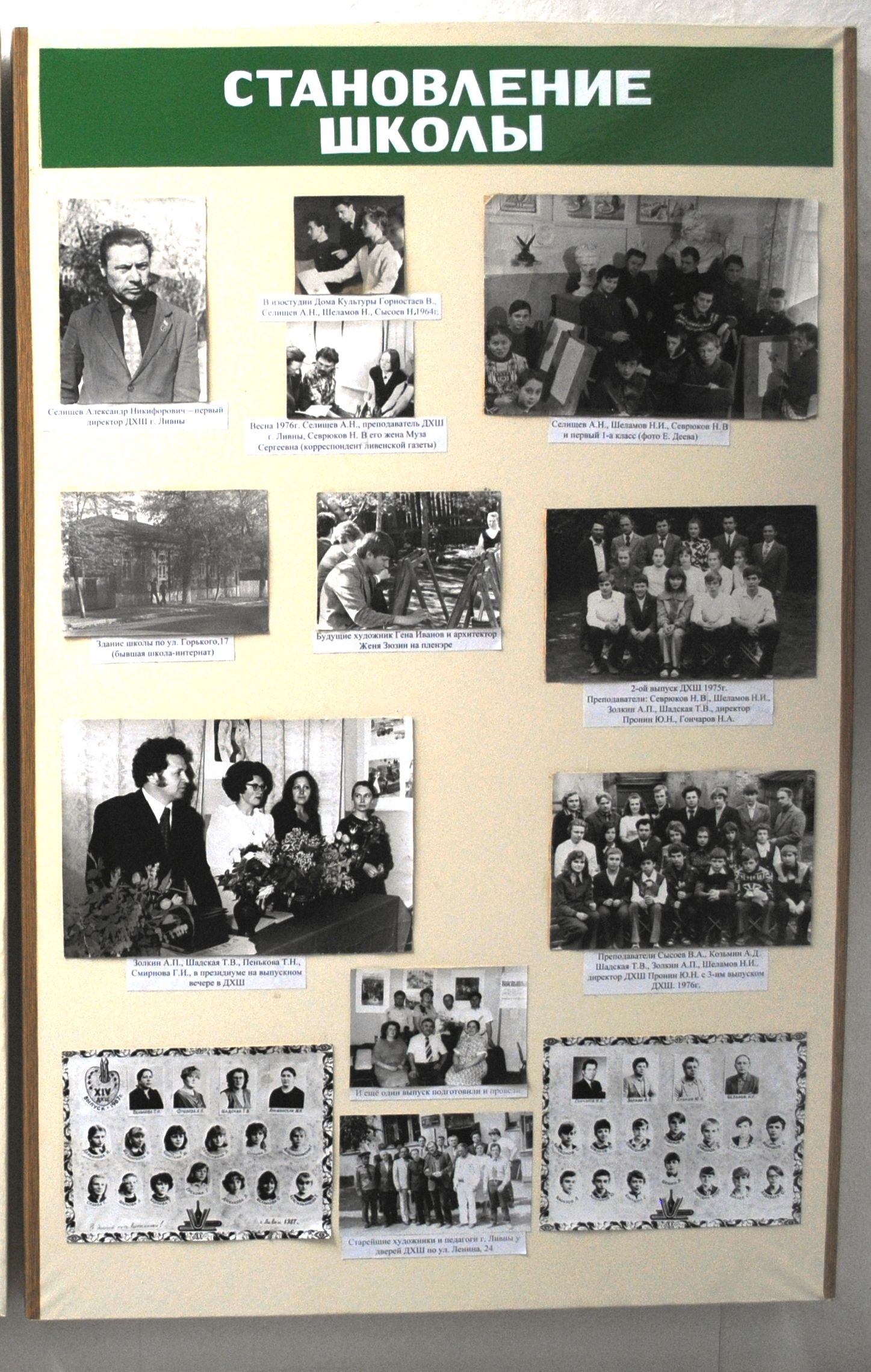
Стенд в музее «Художки» с материалами об А. Н. Селищеве

Самый первый набор учащихся состоял из 40 человек. С течением времени школа стала заметным явлением в городе и как следствие выросли её возможности. Появилась библиотека по искусству, технические средства обучения, оборудование для детской летней практики. Не сразу, но удалось решить вопрос со специальным школьным зданием.

Вход в Детскую художественную школу. 2020 г.

Создав Художественную школу, Александр Никифорович Селищев, работал её директором первые, самые трудные годы — с 1970 по 1975 год. А с 2020 года школа стала носить его имя.
По прошествии более сорока лет, здесь под руководством 15 преподавателей обучается более 400 человек.
Официальное название — Муниципальное бюджетное учреждение дополнительного образования «Детская художественная школа имени А. Н. Селищева г. Ливны» или, если коротко, — МБУДО «ДХШ имени А. Н. Селищева г. Ливны». Сами учащиеся называют её ещё короче и проще — «Художкой». В музее школы имеется стенд посвящённый её основателю — А. Н. Селищеву.

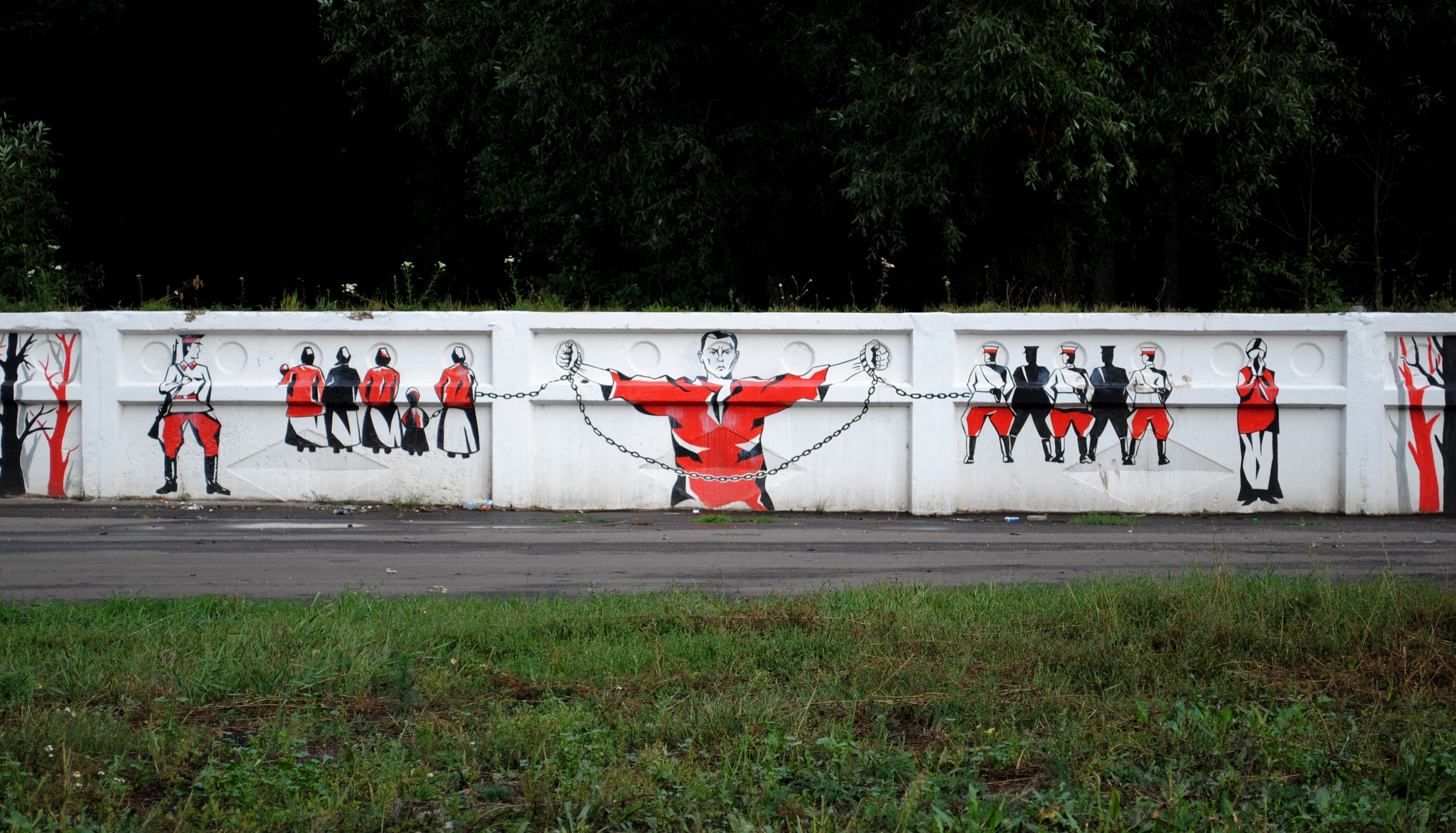
Работа-победитель первого городского конкурса памяти А. Н. Селищева у поворота к мемориалу Липовчик. 2012 г.

### Конкурсы памяти А. Селищева
С 2012 года школа проводит ежегодный городской весенний творческий конкурс памяти своего основателя А. Селищева. На первом из них заданием стала разработка эскиза и последующее оформление указателей «Мемориала Липовчик». Первое место получил Артём Козлов. Второе место поделили Анна Бахтина и Елена Дорогавцева. Работа-победитель была исполнена в виде граффити у поворота к мемориалу.

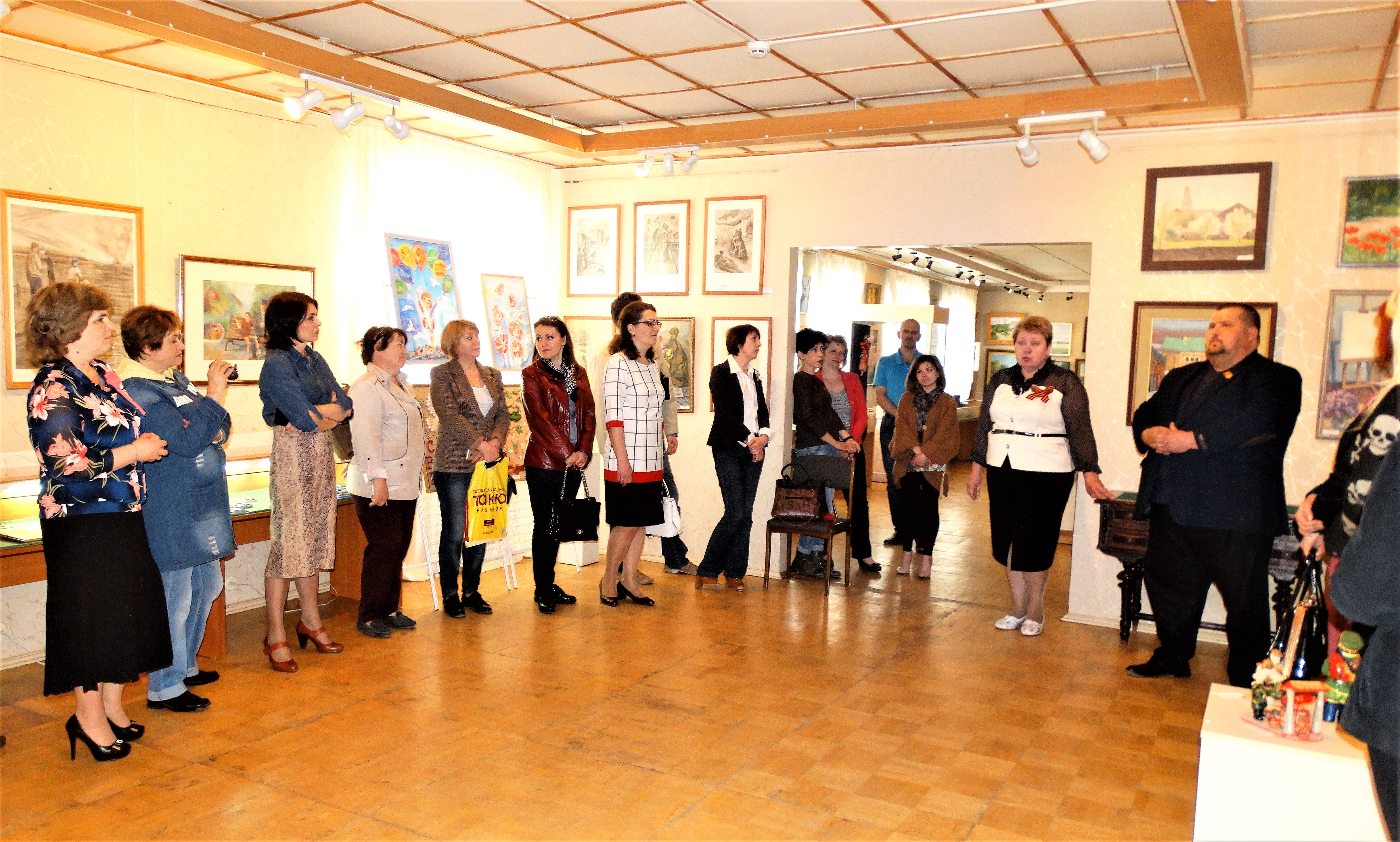
Открытие конкурса памяти А. Селищева в Ливенском краеведческом музее. 2017 г.

В 2013 году конкурс А. Н. Селищева проходил с названием «Город моей мечты». Победителями в «Станковой композиции» стали Валерия Чебанова и вновь Анна Бахтина. Лучшим плакатом экологической направленности признан плакат Дарьи Черных, а в «Коллаже» первого места удостоен Павел Бобкин.
В конкурсе памяти А. Селищева, проводившемся в 2017 году, принимали участие и преподаватели школы, а весь проект назывался «Учитель-ученик». Работы выставлялись в Ливенском краеведческом музее. Там же прошла и процедура подведения итогов.

## Жизнь после Ливен

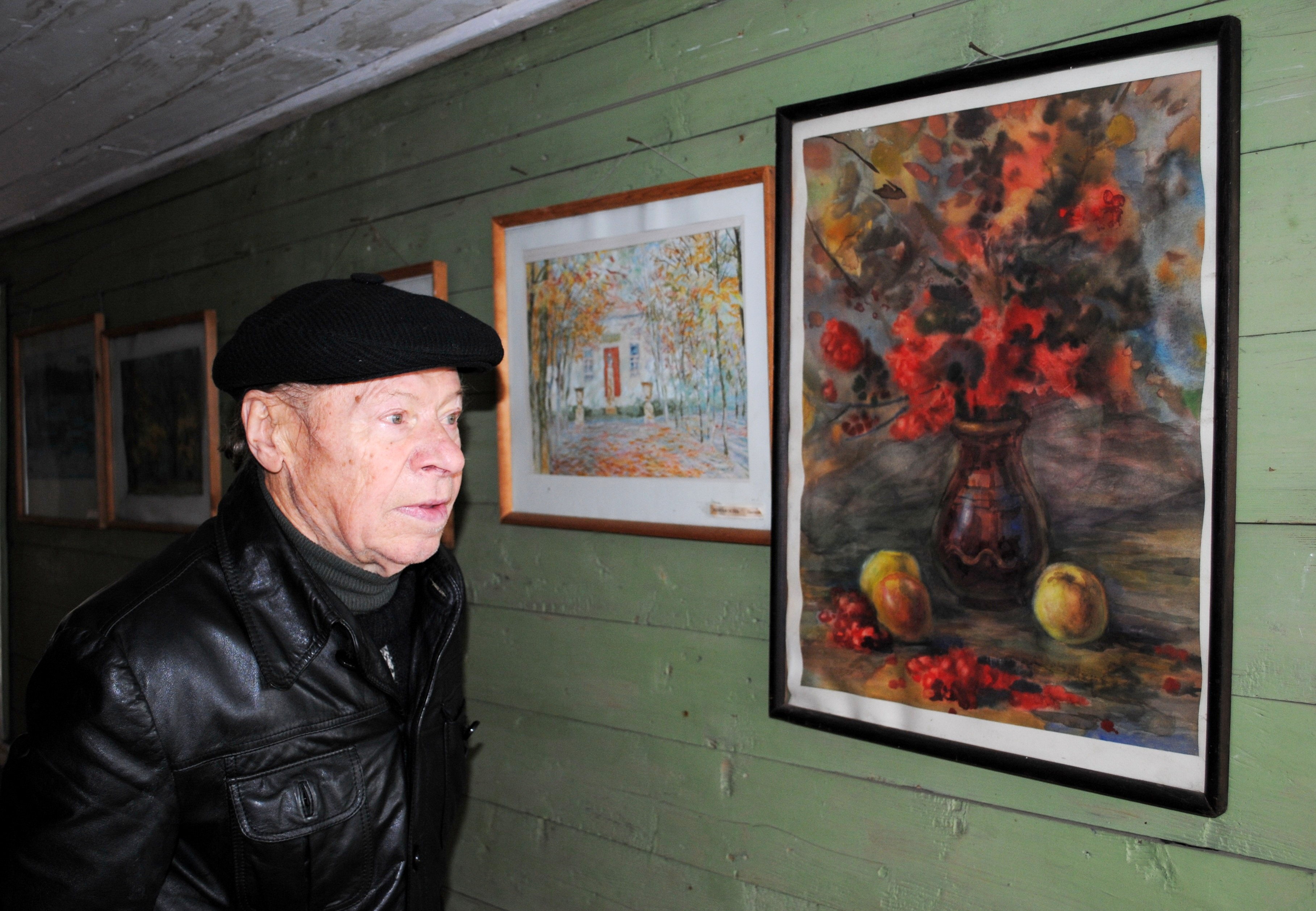
А. Н. Селищев у своих работ в Художественной галерее «Хорс».
Октябрь 2010 года.

Семейные обстоятельства А. Н. Селищева сложились так, что он переехал из Ливен в Киев. Там с 1975 по 1982 годы работал художником в Киевском художественном фонде Союза художников СССР, и в киевских издательствах. В 1982 году вышел на пенсию.
В начале 90-х годов, сын Александра Селищева — Михаил, начал создание в Ростове Дома творчества и художественной галереи «Хорс».
На своём восьмом десятке, Александр Никифорович вместе с женой, Натальей Фёдоровной принимал самое деятельное участие в очередном, для себя, творческом проекте:13-15.
Вполне заслуженным и логичным следствием его трудов явилось самое первое мероприятие новой художественной галереи — проведение летом 1995 года персональной выставки А. Н. Селищева, посвященной 50-летию Победы — «Живопись, графика, линогравюра». Выставки ставшей достойным этапом многолетнего творческого пути.
В 2013 году Александр Никифорович вместе с супругой Натальей Фёдоровной возвращается в Киев. Он умер 9 декабря 2015 года. Похоронен на Киевском Берковецком кладбище.

## Память

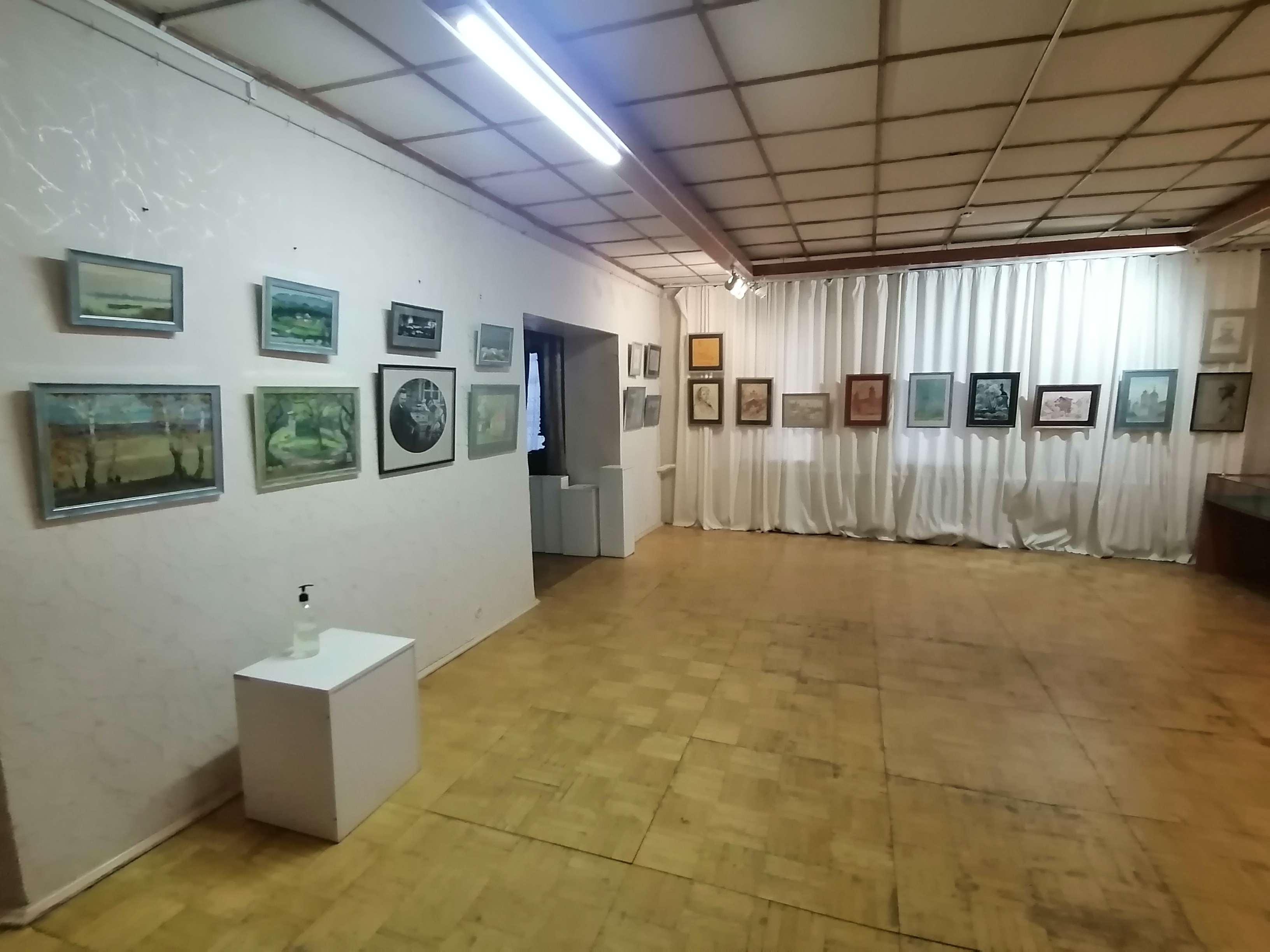
В зале выставки А. Н. Селищев в Ливнах.
Январь 2022 г.

Столетний юбилей Александра Никифоровича, 2022 год, был отмечен серией его персональных выставок в городах, где он когда-то жил, учился, работал. Это Елец (Краеведческий музей), Ливны (Краеведческий музей), Орёл (Краеведческий музей), Москва (Музей Владимира Высоцкого).

## Любопытные факты
- В 1966 году Александр Никифорович по просьбе Олега Якубсона стал первым художником из принявших участие в восстановлении герба города Ливны[15].

## Семья
Отец — Никифор Васильевич Селищев 

Мать — Прасковья Ивановна (урожд. Минаева) 

Жена — Наталья Фёдоровна (урожд. Псарева) 

Дети — Павел, Михаил.